# Careware
Careware (charityware, helpware, goodware) – odmiana oprogramowania sytuowana pomiędzy kategoriami freeware i shareware. W zamian za prawo do użytkowania programów careware zalecane lub wymagane jest uiszczenie opłaty na rzecz wskazanej instytucji dobroczynnej. Zdarza się, że część funkcji oprogramowania careware blokowana jest do czasu spełnienia woli autora.
W niektórych przypadkach licencja careware wymaga spełnienia innej prośby, mającej uczynić świat lepszym (np. autor edytora Arachnophilia życzy sobie, aby ludzie przestali narzekać).

## Popularne programy rozpowszechniane na licencji careware
- Vim – popularny edytor tekstu
- PITy – seria programów wspierających wypełnianie zeznań podatkowych